# ナニワ音楽ショウ
『ナニワ音楽ショウ』（ナニワみゅーじっくショウ）は、毎日放送ラジオ（MBSラジオ）で放送されていた音楽番組。番組終了時には、毎週月曜から木曜の21:05 - 23:55に放送されていた。酒造メーカーの濵田酒造による単独提供（ただし2007年10月は、「串カツ・だるま」との複数提供）。
低迷していた前番組（『+M』や『オレたちやってま〜す』）と比べると聴取率はやや持ち直したが、朝日放送ラジオ（ABCラジオ）やFM局との差を埋めるとまでは至らなかった。
2008年3月27日で放送を終了。2003年10月から水曜枠に組み込まれていた「押尾コータローの押しても弾いても」（元々は同年4月から半年間にわたって25分枠の単独番組として放送）については、当番組の終了後も、30分枠の単独番組として15年以上にわたってレギュラー放送を続けている（2022年10月改編時点）。

## 放送時間の変遷
- 2002年10月 - 2003年3月 18:30 - 20:00（毎日放送ダイナミックナイター（現在のMBSタイガースライブ）のオフ枠で放送）
  - 火･水曜日…大西ユカリの新世界(大西ユカリ)
  - 木･金曜日…中嶋慶子の一世風靡(中嶋慶子)

- 2003年4月 - 9月 22:30 - 翌0:00
  - 月曜日…大西ユカリの新世界(大西ユカリ)

- 2003年10月- 2005年3月31日 21:30 - 翌0:00
  - 月曜日…大西ユカリの新世界(大西ユカリ)
  - 火曜日…桑名正博のセクシャルMo-Jahナイト(桑名正博)
  - 水曜日…押尾コータローの押しても弾いても(押尾コータロー)
  - 木曜日…いきなりフットボールアワー(フットボールアワー)
    - 各曜日のタイトル及びメインパーソナリティーは変更なし。
    - 野球中継延長時は最大1:00まで放送。野球が22:00以降も続いた場合は放送時間短縮。

- 2005年4月4日 - 9月29日 21:00 - 23:45
  - 野球中継延長時は放送時間を短縮し、23:45まで放送。野球が21:45以降も続いた場合は時間に関わらず2時間放送。

- 2005年10月3日 - 2006年3月30日 21:30 - 23:30

- 2006年4月3日 - 9月28日 21:05 - 23:55
  - 野球中継延長時は放送時間を短縮し、23:55まで放送。野球が21:55以降も続いた場合は時間に関わらず2時間放送。

- 2006年10月2日 - 2007年1月4日 21:00 - 23:55

- 2007年1月8日 - 2月8日 21:00 - 23:20
  - 高石送信所工事にともなう短縮。

- 2007年2月12日 - 3月29日 21:00 - 23:55

- 2007年4月2日 - 2008年3月27日 21:05 - 23:55
  - 野球中継延長時は放送時間を短縮し、23:55まで放送。野球が21:55以降も続いた場合は時間に関わらず2時間放送。

## 番組終了時のタイトル・出演者
- 月曜日 「大西ユカリの新世界」大西ユカリ、笑福亭鉄瓶

月曜日は、従来は懐メロが多くかかっていたが、アシスタントが笑福亭鉄瓶になって以降は、若者向きのJ-POPも多くなった。
- 火曜日 「桑名正博のセクシャルMo-Jahナイト」桑名正博、村上三奈、バーバラよね
- 水曜日 「押尾コータローの押しても弾いても」押尾コータロー、南かおり

南かおりは、2003年10月 - 2006年3月まで火曜日も担当していた。
2008年4月4日からは独立した番組タイトルとして毎週金曜日の22時00分から23時00分（ナイター延長で変更の場合あり）に移動し、2009年4月からは毎週火曜日（月曜深夜）の0時30分から1時00分に放送されている。
元々は2003年4月から半年間独立した番組（土曜日21時から21:25）で放送されていたので、独立番組としては復活する形になる
- 木曜日 「いきなりフットボールアワー」フットボールアワー(後藤輝基、岩尾望)、マンスリーアーティスト（後述）

若者向きの曲が多くかかることや、若手アーティストをよくゲストに呼ぶためか、他の曜日よりも、若年層の聴取率が高いようである。
※出演者のスケジュール上の都合で、東京支社のスタジオやTBSラジオなどのスタジオから生放送する場合がある。
※木曜日はフットボールアワーがラジオの直前になにわ人情コメディ 横丁へよ〜こちょ!の収録があったため、オープニングトークのみ撮って出しにする場合があった。
- リクエスト・メッセージをリスナーから募集し、採用されると番組特製ノベルティーグッズ『エコバッグ』『Tシャツ』『ネックストラップ』『リールキー』『クリアファイル』『ステッカー』の6種類の中から1つをもれなくプレゼントされる。

### 過去の出演者
- U.K.（ - 2005年9月まで、月曜日担当）
- 知念ユウ（2005年10月 - 2006年3月、月曜日担当）
- 未映子（2006年4月- 2007年3月、火曜日担当）

## コーナー
★月曜日- 木曜日★
- ナニワ音楽クイズ 3on3

音楽にまつわるクイズを出題し、ノーヒントで正解すれば現金30000円、1つ目のヒントで正解すれば20000円、2つ目のヒントで正解すれば10000円を抽選で1人にプレゼント。正解者が出ない場合は、翌日(木曜日の場合は月曜日)のナニワ音楽ショウに繰り越しで、40000円からスタートとなる。
全体的に、非常に難問で、音楽雑誌や週刊誌などを、隅々まで読んでいないと解けないようになっている。
★月曜日★
- 性格ジャッジこれであなたもスッポンポン

- 恋の話

- 鉄瓶のナニワ小噺ショウ

★火曜日★
- クイズジェネＱ

- ナニワ名盤堂

★水曜日★
- 押尾コータローのめっちゃ好きやねん

- まかせんかい！アレンジャー

- リラリクエスト

- ギターおしえタロー

★木曜日★
- なんて聴こえますか？

毎週発表される課題曲にリスナーが歌詞をつけて投稿する。
- めっちゃ好っきゃねん

フットボールアワーの2人が、毎週交代で曲を選曲する。
- ナニワ音楽NEWS

## 過去にあったコーナー
★月曜日★
- ジャケ買い命！

- けったいソング

- ドラマニア

- 鉄瓶’sブートキャンプ

★火曜日★
- 未映子の乙女の悩み　ドンと来い！
- カレーなる夜食
- シビレーズ

友達の何気ない一言や、恋人に言われた言葉など、みなさんが思わず“シビレたフレーズ”「シビレーズ」を紹介して、その中からベストオブ「シビレーズ」を決める“言葉にこだわった”コーナー。
- 村上三奈のナニワのバカ

★木曜日★
- This Week Specialty ナニワStyle

ナニワ音楽ショウが厳選したオススメの新譜を紹介する。
- ラップボールアワー

リスナーから投稿されたテーマに沿って岩尾がラップをする。
- 甲南大学の校歌をつくろう

後藤と少年カミカゼの和教が、甲南大学会計大学院の校歌をつくった。
- めざせビッグステージ〜Dreams Come True〜

岩尾がDREAMS COME TRUE（ドリカム）のバッキングヴォーカルオーディションを本気で受けるため、応募要綱に従って曲を録音したり、ショートコントを録画したりした。1次予選で落選したものの、ドリカムの2人からコメントメッセージが届いた。

## マンスリーアーティスト（木曜日）
毎月1組のアーティストが登場し、フットボールアワーとトークを繰り広げたり、曲を披露する。
2003年
- 10月 アナム&マキ
- 11月 オーノキヨフミ

2004年
- 1月 未映子
- 2月 BEAN BAG
- 3月 中村蕗子
- 4月 DAIGO☆STARDUST
- 5月 ぱぱぼっくす
- 8月 AUDIO RULEZ
- 9月 CHABA
- 10月 Les.R
- 11月 スムルース

2005年
- 1月 メレンゲ
- 2月 JINDOU
- 3月 ロットングラフティー
- 4月 FUZZY CONTROL
- 5月 bonobos
- 6月 アンダーグラフ
- 7月 dorlis
- 8月 スカポンタス
- 9月 倭製ジェロニモ&ラブゲリラエクスペリエンス
- 10月 THE イナズマ戦隊
- 11月 少年カミカゼ
- 12月 パピーペット

2006年
- 1月 真依子
- 2月 うたまろ
- 3月 ライムライト
- 4月 エレクトリックギュインズ
- 5月 ストレンジヌードカルト
- 6月 MALCO
- 7月 SOUTH BLOW
- 8月 Fonogenico
- 9月 PINKLOOP
- 10月ケイタク
- 11月磯貝サイモン
- 12月SPLAY

2007年
- 1月 秦基博
- 2月 Rhymescientist
- 3月 タイナカサチ
- 4月 千宝美
- 5月 高田梢枝
- 6月 SKUNK SHOT BOOSTER
- 7月 サガユウキ
- 8月 ピストルバルブ
- 9月 MICRON' STUFF
- 10月 ET-KING
- 11月 alüto
- 12月 樹海

2008年
- 1月 竹仲絵里
- 2月 SANISAI
- 3月 コダマセントラルステーション

## 補足
- 2002年10月 - 2003年3月の火 - 金曜ナイターオフ枠での放送時間は、ニッポン放送発のNRNネットCM提供枠（月 - 金19:00 - 19:30）と、STVラジオ・ニッポン放送・東海ラジオ・毎日放送ラジオ・KBCラジオの基幹5局ネットのCM提供ゾーン(月 - 金19:30 - 20:00）を、CMだけネットしていた（キー局は「ショウアップナイターニュース」を放送していた時間に当たる）。主なスポンサーは、19:30 - 20:00が酒王千福・三和シヤッター・ソニー損保・文化シヤッター・森永乳業・明治乳業・テイチクレコード・日本クラウン・キングレコード(演歌部門とスターチャイルドレコード部門）・つぼ八など。※レコード会社は月替わりでスポンサーが異なっていた。

## スタッフ
- プロデューサー

MBS　清水コーヘイ（康平）